# Quai d'Austerlitz
Quai d'Austerlitz (Slavkovské nábřeží) je nábřeží v Paříži. Nachází se ve 13. obvodu.

## Poloha
Nábřeží vede po levém břehu řeky Seiny mezi mosty Bercy a Austerlitz. Začíná na křižovatce s Boulevardem Vincent-Auriol, kde proti proudu navazuje Quai de la Gare, a končí na náměstí Place Valhubert, odkud dále pokračuje Quai Saint-Bernard. Součástí nábřeží je přístav Port d'Austerlitz. Na nábřeží vede rovněž most Charlese de Gaulla a Slavkovský viadukt, který slouží lince 5 pařížského metra.

## Historie
Od svého vzniku na počátku 18. století se nazývalo Quai de l'Hôpital (Nemocniční nábřeží) podle nedaleké nemocnice Salpêtrière. V roce 1832 získalo svůj současný název podle Slavkovského mostu.

## Nová výstavba
Nábřeží je součástí komplexní přestavby zdejší čtvrti s názvem Paris Rive Gauche. V jejím rámci vznikají na místě bývalých továren a skladů moderní stavby jako je např. Cité de la mode et du design.